# توماس برينان
توماس برينان (بالإنجليزية: Thomas Brennan)‏ هو سياسي أيرلندي، ولد في 1886، وتوفي في 22 يناير 1953. حزبياً، نشط في فيانا فايل. في 1944 Irish general election ‏، انتخب نائب دييل عن دائرة Wicklow (Dáil constituency) ‏ وقد انضم خلال فترته النيابية ‏ (9 يونيو 1944 – 11 ديسمبر 1947) للكتلة البرلمانية فيانا فايل وفي 1948 Irish general election ‏، انتخب نائب دييل عن دائرة Wicklow (Dáil constituency) ‏ وقد انضم خلال فترته النيابية ‏ (18 فبراير 1948 – 2 مايو 1951) للكتلة البرلمانية فيانا فايل وفي 1951 Irish general election ‏، انتخب نائب دييل عن دائرة Wicklow (Dáil constituency) ‏ وقد انضم خلال فترته النيابية ‏ (13 يونيو 1951 – 22 يناير 1953) للكتلة البرلمانية فيانا فايل.